# Richerellus
Richerellus is een geslacht van kreeftachtigen uit de klasse van de Malacostraca (hogere kreeftachtigen).

## Soort
- Richerellus moosai Crosnier, 2003